# アンドリュー・ビール
アンディ・ビール(Andy Beal)ことダニエル・アンドリュー・ビール（Daniel Andrew Beal、1952年11月29日 - ）は、アメリカ合衆国の銀行家、実業家、投資家であり、アマチュア数学者としても知られる。ダラス在住の実業家で、不動産業と銀行業で富を築いた。ビール銀行とビール銀行アメリカ、およびその他の関連会社の創設者兼会長である。ブルームバーグ・ビリオネア指数によると、ビールは2021年5月時点で94億4,000万米ドルの資産を持つと推定されている。
数論学者でもあり、フェルマーの最終定理を一般化した「ビール予想」でも知られている。ビールは、その証明または反証をした者に対する100万ドルの懸賞金を提供している。ビールの銀行は、国際学生科学技術フェアと提携した2つの科学技術フェアを主催している。ビールは2000年代半ばに高額賞金のポーカーゲームに参加し、それが本のテーマになったことがある。

## 若年期と教育
ビールはミシガン州ランシングで生まれ育った。母は州政府で働き、父は機械技師であった。兄と妹がいる。10代の頃、叔父の助けを借りて中古テレビを修理して転売しお金を稼いでいた。高校在学中には、アパートのセキュリティシステムの設置も行った。また、引越業や賃貸物件の管理などのビジネスも始めた。
ランシング・セクストン高校のディベートチームで優秀な成績を収め、ミシガン州立大学に入学して数学を学んだ。

## ビジネスベンチャーと投資

### 不動産投資
19歳のとき、ランシングにある家を6,500ドルで購入し、それを月の家賃119ドルで貸し出したことがきっかけで、不動産投資家となった。その後、不動産を購入してリノベーションし、付加価値をつけて売却するようになった。1976年、ワシントンD.C.で開催された連邦政府の不動産オークションに参加し、テキサス州ウェーコのアパートを落札した。落札価格は21万7,500ドルだった。3年後、彼はこのビルを100万ドル以上で売却した。また、1976年にベイラー大学に入学したが、ビジネスに専念するために退学した。
1981年、ビールはビジネスパートナーとともに、ニュージャージー州ニューアークにあるブリック・タワーズという荒廃した住宅団地の建物2棟を2万5,000ドルで購入した。その2年後、彼らは修理した建物を320万ドルで個人投資家に売却した。2017年には、以前1億3200万ドルで購入したテキサス州ダラスの不動産を、コンシェルジュオークションを通じて3620万ドルで売却した。

### ビール銀行とビール銀行アメリカ
ビールは、1988年にダラスでビール銀行(Beal Bank)、2004年にラスベガスでビール銀行ネバダ（現 ビール銀行アメリカ(Beal Bank USA)）を設立した。これらの銀行は、金融資産を購入し、市場の改善に合わせて保有してきた。ビールの銀行は、以下のものを購入した。
- 2001年のエンロンショック後の、カリフォルニア州の計画停電やエネルギー規制の危機の際に発行された、発電所やインフラのための債券
- アメリカ同時多発テロ事件の後の、航空機を担保とした債務
- 2008年の世界金融危機の際の商業用・不動産用ローン

アメリカ連邦金融機関審査委員会の統一銀行業績報告書によると、2008年のビール銀行の総資産利益率(ROA)は8.1で、同業他社（資産10億ドル以上の保険付き貯蓄銀行）の数倍の水準だった。2009年から2012年にかけては、同業他社を概ね上回っている。
ビール銀行アメリカのROAは、同業他社（資産30億ドル以上の保険付き商業銀行）と比較して、概ね数倍以上の水準となっている。
ビール銀行とビール銀行アメリカは、2019年6月時点で、総資本合計が27億ドル超、総資産合計が72億ドル超と報告している。
両銀行は、合計で37の支店を持ち、オンライン・バンキングも提供している。両銀行は、連邦預金保険公社(FDIC)に加盟し、その預金保険に加入している。両銀行は、FDICが保証する譲渡性預金(CD)、マネー・マーケット・アカウント、勘定通知式貯蓄預金、IRA CD口座などの預金商品を一般に提供している。両銀行は、消費者ローンや当座預金を提供していないため、ホールセールバンクとみなされている。両銀行は、関連会社を通じて、商業用ローンやローン・パーティシペーション、シンジケーションに資金を供給するために、ノン・エージェンシーの住宅用第一抵当権や商業用不動産担保付ローンのプールを購入している。
2021年現在でビールが保有する主な会社は以下の通りである。
- ビール銀行（英語版）（本社ダラス）
- ビール銀行アメリカ（本社ラスベガス）
- CSGインベストメント(CSG Investments. Inc.)（本社ダラス）
- ローン・アクイジション(Loan Acquisition Corporation)（本社ダラス）
- CLGヘッジファンド(CLG Hedge Fund, LLC)（本社ダラス）

### ビール・エアロスペース
アメリカ政府が推進する宇宙民営化の流れの中で、ビールは1997年に、通信衛星を軌道に乗せるためのロケットを製造する会社、ビール・エアロスペースを設立した。テキサス州フリスコの163,000平方フィートの敷地に200人以上の従業員を擁し、3段式、高さ200フィートのロケットを開発した。このエンジンは、過酸化水素と灯油を燃料とし、過酸化水素が酸化することで灯油に着火するため、別の点火装置を必要としなかった。
しかし、NASAのスペース・ローンチ・イニシアチブと競合したため、ビールは2000年10月23日に会社を閉鎖し、操業を停止した。ビールは、NASAの商業活動を理由に、民間の打ち上げシステムがNASAの補助金に対抗するのは困難だと述べた。

### 慈善活動
ビールは、科学と数学の研究を支援するために数百万ドルを寄付している。ビールは保有する銀行を通じて、以下のイベントの年間タイトルスポンサーを務めている。
- ダラス地域科学技術フェア（南メソジスト大学主催）[15]
- 南ネバダ地域科学技術フェア（ネバダ大学ラスベガス校主催）[16]

いずれのイベントも国際学生科学技術フェア(ISEF)の公認イベントであり、6年生から12年生までの学生が参加でき、受賞者は国際大会に出場できる。
また、2012年12月にダラスにオープンしたペロー自然科学博物館に100万ドルを寄付した。ビールが保有する企業は、ダラス独立学校区に200台以上のコンピュータを寄贈し、学生たちが使用できるようにした。

## アマチュア数学者
ビールは数論を独学で習得した。1993年、ビールはフェルマーの最終定理を一般化する過程で新たな仮説を発表した。この仮説は「ビール予想」と呼ばれている。
ビールは、この仮説の研究を奨励するために、その証明または反証に対して100万ドルの懸賞金を個人的に提供している。この懸賞金はアメリカ数学会に信託されており、ビール予想に関する情報サイトは北テキサス大学が運営している。
2021年現在で、ビール予想の証明または反証はなされていない。

## ポーカー
2001年から2004年にかけて、ビールはラスベガスでプロのプレイヤーを相手にした高額賞金のポーカーに参加した。その中には、10万ドルから20万ドルのリミットのあるテキサス・ホールデムも含まれていた。2004年5月13日にラスベガスのカジノホテル「ベラージオ」で、ビールはポーカー史上最大級の1,170万ドルの賞金を獲得した。このゲームの様子は、マイケル・クレイグの著書"The Professor"に掲載されている。
クレイグの著書で紹介されたゲームは2004年に終了したが、ビールは2006年2月1日から5日まで、ラスベガスのカジノ「ウィン・ラスベガス」で行われた5万ドル/10万ドルのリミット・ホールデム戦に挑んだ。対戦相手には、トッド・ブランソン、ジェニファー・ハーマン、テッド・フォレストらがいた。
2006年2月5日、ビールは330万ドルを失った。その1週間後、ウィン・ラスベガスで2月12日から15日まで毎日行われたポーカーセッションで、約1360万ドルを獲得した。ゲームは2月21日から23日にかけて再開され、ポーカーの世界チャンピオンのフィル・アイヴィーと3万ドル/6万ドルと5万ドル/10万ドルのリミットで対戦した。この3日間で、ビールはアイヴィー対して1660万ドル負けた。

## 私生活
最初の妻との間に2人の子供がいる。1996年、エストニアからの移民であるシモーナ (Simona) と結婚し、4人の子供をもうけたが、2010年に離婚した。そのほか、オーリャ・シニツィナ (Olya Sinitsyna) との間に2人の子供がいる。
ビールはリバタリアンである。2016年の大統領選挙で、ビールは当初ランド・ポール上院議員を支持し、その選挙戦のために25万ドルを寄付した。ポールが敗退した後はドナルド・トランプを支持し、彼の選挙戦において経済アドバイザーの一員として活躍した。『フォーブス』誌によると、ビールは2016年9月にトランプの特別政治行動委員会（スーパーPAC）に200万ドルを寄付し、さらに100万ドルを就任式の祝賀会に寄付したという。
2021年アメリカ合衆国議会議事堂襲撃事件の後、ブルームバーグ・ニュースに対してビールのアシスタントは、「（ビールは）何が起こったのかわからない......そして彼はメインストリームメディアのニュース報道をもう信じていない」と語った。